# Генріх Фрідріх (граф Гогенлое-Лангенбурзький)
Генріх Фрідріх Гогенлое-Лангенбурзький (нім. Heinrich Friedrich zu Hohenlohe-Langenburg), (нар. 7 вересня 1625 — пом. 2 червня 1699) — представник німецької знаті XVII століття, граф цу Гогенлое-Лангенбург.

## Життєпис
Генріх Фрідріх народився 7 вересня 1625 року у Лангенбурзі. Він був наймолодшим з одинадцяти дітей першого графа Гогенлое-Лангенбурзького Філіпа Ернеста та його дружини Анни Марії Сольмс Зонненвальдською.
У віці 26 років пошлюбився із графинею Елеонорою Магдаленою Гогенлое-Вайкерсхаймською. Весілля відбулося 25 січня 1652. У подружжя народилося четверо дітей. За рік після народження молодшого сина Ебергарда Елеонора пішла з життя.
Через кілька місяців Генріх пошлюбився вдруге. Його обраницею стала 18-річна графиня Юліана Кастелл-Ремлінгенська. Весілля відбулося 27 липня 1658. Подружжя мало численних нащадків.
Помер 2 червня 1699 року у Лангенбурзі. Там і похований.

## Родина
Дружина — Елеонора Магдалена Гогенлое-Вайкерсхаймська
Діти:
- Софія Марія (7 травня—1 липня 1653) — померла немовлям;
- Філіп Альбрехт (19 квітня—13 червня 1654) — помер немовлям;
- Марія Магдалена (27 травня—1 вересня 1655) — померла немовлям;
- Ернст Ебергард Фрідріх (1656—1671) — помер у віці 14 років;

Дружина — Юліана Кастелл-Ремлінгенська
Діти:
- Альбрехт Вольфганг (1659—1715) — голова дому Гогенлое-Лангенбург у 1699—1715, був пошлюблений із графинею Софією Амалією Нассау-Саарбрюкенською, мав дванадцятеро дітей;
- Крістіна Юліана (12 квітня—17 серпня 1661) — померла немовлям;
- Людвіг Крістіан (1662—1663) — помер немовлям;
- Філіп Фрідріх (1664—1666) — помер у дитинстві;
- Софія Крістіана Доротея (6 лютого—2 серпня 1666) — померла немовлям;
- Луїза Шарлотта (1667—1747) — була одружена з графом Людвігом Готфрідом Гогенлое-Вальденбурзьким, дітей не мала;
- Крістіан Крафт (1668—1743) — граф цу Гогенлое-Інгельфінген, був одружений із Марією Катаріною Гогенлое-Вальденбурзькою, мав численних нащадків,
- Елеонора Юліана (1669—1730) — була одружена з графом Йоганном Ернстом Гогенлое-Нойнштайн-Йорінгенським, дітей не мала;
- Марія Магдалена (1670—1671) — померла немовлям;
- Фрідріх Ебергард (1672—1737) — граф цу Гогенлое-Кірхберг, був двічі одружений, мав шестеро дітей від обох шлюбів;
- Йоганна Софія (1673—1743) — дружина графа цу Шаумбург-Ліппе Фрідріха Крістіана, мала шестеро дітей;
- Крістіана Марія (1675—1718) — черниця у Ґандерсхаймі;
- Моріц Людвіг (1676—1679) — помер у дитинстві;
- Августа Доротея (1678—1740) — була одружена із Генріхом, XI графом Рьойсс-Шляйц, мала сина та доньку;
- Філіпіна Генрієтта (1679—1751) — була пошлюблена із графом Нассау-Саарбрюкенським Людвігом Крафтом, мала семеро дітей;
- Ернестіна Єлизавета (1680—1721).